# Protaetia nodieri
Protaetia nodieri är en skalbaggsart som beskrevs av Thierry Bourgoin 1919. Protaetia nodieri ingår i släktet Protaetia och familjen Cetoniidae. Inga underarter finns listade i Catalogue of Life.